# Маришка, Губерт
Губерт Маришка (нем. Hubert Marischka; 27 августа 1882, Брунн-ам-Гебирге — 4 декабря 1959, Вена) — австрийский актёр, певец, режиссёр и сценарист. Брат Эрнста Маришки.

## Биография
Сын поставщика австрийского императорского двора, позолотчика Иоганна Маришки, Губерт сначала выучился на столяра. Затем учился вокалу и начал свою артистическую карьеру в 1904 году певцом оперетты в городском театре Санкт-Пёльтена в оперетте Карла Миллёкера «Бедный Ионафан». Успешно работал актёром, в частности, в роли графа Данило в «Весёлой вдове». 27 июля 1907 года участвовал в премьерной постановке «Весёлого крестьянина» Лео Фалля в Мангейме. Дебют в Вене состоялся на сцене Карлстеатра 23 декабря 1908 года в «Разведённой» Фалля, затем Губерт Маришка блистал в постановках театра Ан дер Вин, где позднее также работал режиссёром оперетты. В 1923 году получил должность директора театра Ан дер Вин. 28 февраля 1924 года в этом театре состоялась премьера оперетты «Графиня Марица» Имре Кальмана. В конце 1920-х годов Губерт Маришка выступал в постановке «Ночи в Венеции» Иоганна Штрауса в Венской государственной опере.
Губерт Маришка сразу обратил внимание на кинематограф и работал в кино как актёром, так и режиссёром и сценаристом. Вместе с Гансом Мозером Маришка снял такие известные ленты, как «Приглашаем на танец» (1941) и «Господин советник канцелярии» (1948). Некоторое время Маришка возглавлял Венский городской театр и Раймунд-театр, музыкальное издательство Papageno и был профессором по специальности «оперетта» в Венской академии музыки и исполнительского искусства.
Губерт Маришка похоронен на Хитцингском кладбище в Вене.

### Семья
В 1907 году Губерт Маришка женился на Лицци Леон (Лицци, ФелИцитас, полн. Felicitas Anna, род. ок. 1889), дочери либреттиста Виктора Леона. У них родилось трое детей: ставшая впоследствии актрисой Лизль Маришка, Виктор и будущий режиссёр Франц Маришка. После смерти Лиззи в 1918 году Маришка женился на дочери директора театров Вильгельма Карчага Лилиан. В этом браке родились сыновья Георг Маришка и Тассило. Всего Маришка был женат четыре раза.

## Фильмография
| - 1913: Die Feuerprobe - 1913: Der Millionenonkel - 1915: Mit Herz und Hand fürs Vaterland - 1915: Zwei Freunde - 1915: Der Schusterprinz - 1915: Das erste Weib - 1917: Mir kommt keiner aus - 1918: Wo die Lerche singt - 1918: Der Tribut des Künstlers - 1918: Um ein Weib - 1932: Графиня Марица — Gräfin Mariza - 1935: Die ganze Welt dreht sich um Liebe - 1936: Конфетти — Konfetti - 1939: Drunter und drüber - 1939: Hochzeitsreise zu dritt - 1939: Das Glück wohnt nebenan - 1940: Herzensfreud — Herzensleid - 1940: Der ungetreue Eckehart - 1941: Приглашаем на танец — Wir bitten zum Tanz - 1941: Oh diese Männer | - 1942: Wiener Blut - 1943: Der Meisterdetektiv - 1943: Drei tolle Mädels - 1943: Ein Mann für meine Frau - 1943: Ein Walzer mit dir - 1943: Alles aus Liebe - 1944: Ein Mann gehört ins Haus - 1947: Wiener Melodien - 1948: Господин советник канцелярии — Der Herr Kanzleirat - 1950: Küssen ist keine Sünd - 1951: Stadtpark - 1951: Der fidele Bauer - 1951: Королева чардаша — Die Csardasfürstin - 1952: Knall und Fall als Hochstapler - 1952: Das Land des Lächelns - 1952: Du bist die Rose vom Wörthersee - 1953: Die Perle von Tokay - 1955: Laß die Sonne wieder scheinen - 1956: Liebe, Sommer und Musik |

## Память
В 2009 году в честь братьев Маришек получил название бульвар в 21-м районе Вены Флоридсдорф.